# Embarras

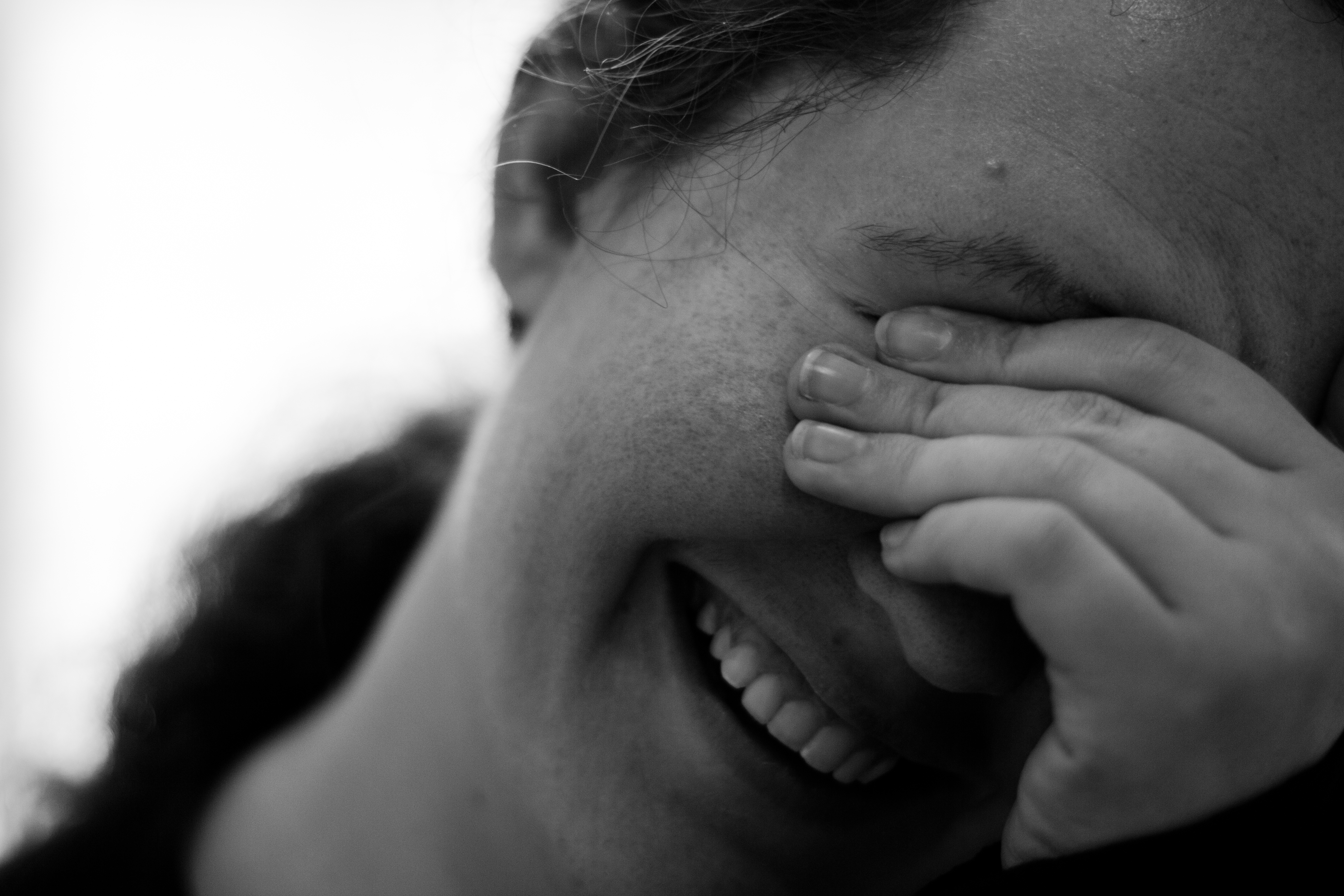
Une femme embarrassée

Cet article possède un paronyme, voir Embarrass.
L'embarras est un état émotionnel causé par un acte perçu comme inacceptable par le sujet et révélé aux autres. Habituellement, une perte d'honneur ou de dignité est impliquée, mais cela dépend des situations. L'embarras est proche de la honte.